# 1656 w polityce

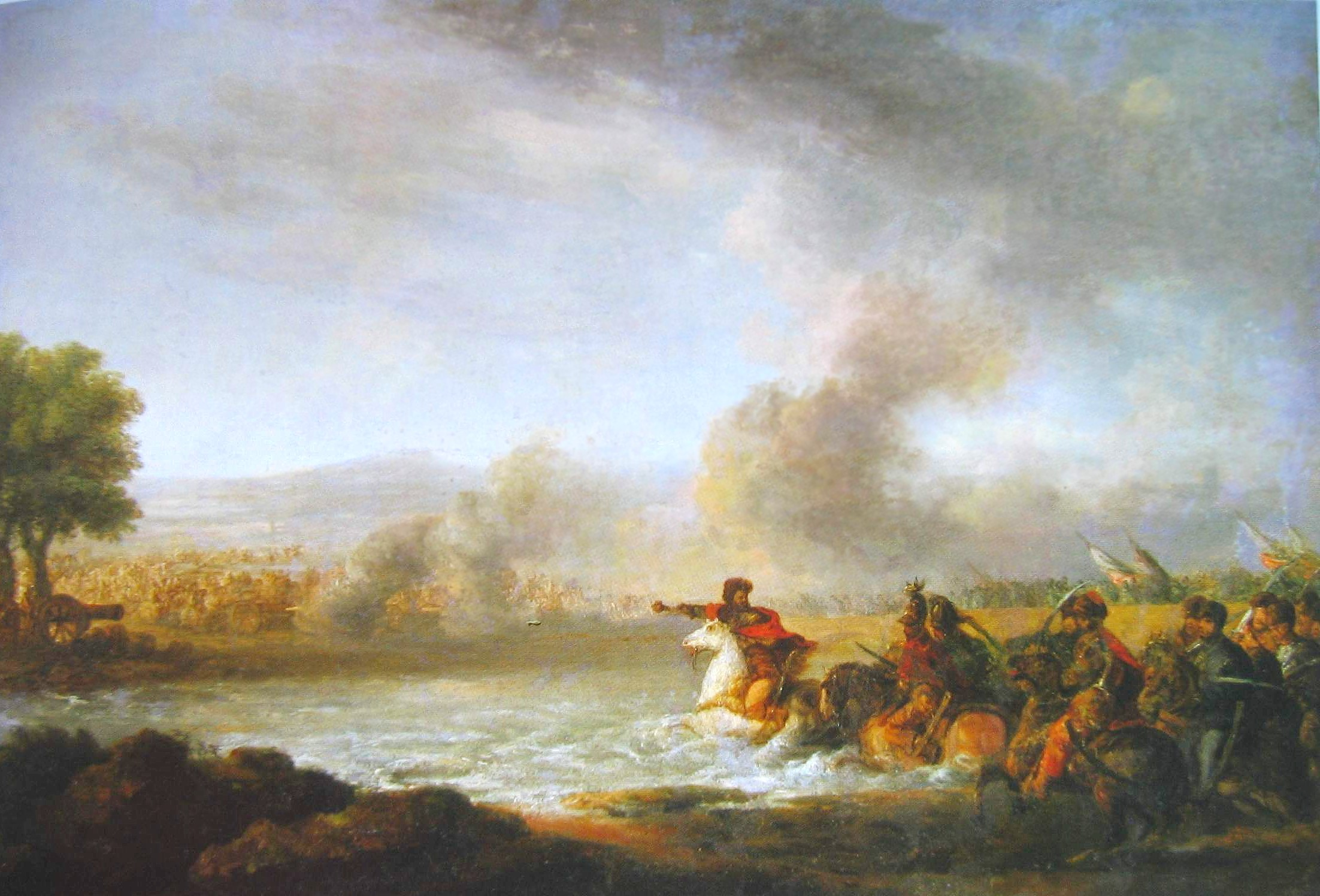
Franciszek Smuglewicz, Bitwa pod Warką

Wydarzenia polityczne w 1656 roku.

## Wydarzenia
- Potop szwedzki
  - 7 kwietnia – Bitwa pod Warką[1].
  - 1 lipca – odbicie Warszawy przez wojska Rzeczypospolitej[2].
  - 28 lipca-30 lipca – Bitwa pod Warszawą[3].
  - 6 grudnia – układ z Radnot o podziale ziem Rzeczypospolitej pomiędzy Szwecję, Brandenburgię, Siedmiogród, niezależną UkrainęBohdana Chmielnickiego oraz niezależną Litwę Bogusława Radziwiłła[4].